# Échangeur d'Anvers-Est
L'échangeur d'Anvers-Est est un échangeur de Belgique entre le R1 et l'A13 (E313).